# 1669
| [ Edytuj tabelę ]              | |
| Król Polski                    | - 1668 Michał Korybut Wiśniowiecki 1674 |
| Współksiążęta Andory           | - 1664 Melcior Palau i Bosca 1670 - 1643 Ludwik XIV 1715                                                                                     |
| Król Anglii i Szkocji          | - 1660 Karol II 1685 |
| Elektor Bawarii                | - 1651 Ferdynand Maria 1679 |
| Elektor Brandenburgii          | - 1640 Fryderyk Wilhelm 1688 |
| Sułtan Brunei                  | - 1660 Abdul Mubin 1673 |
| Cesarz Chin                    | - 1661 Kangxi 1722 |
| Król Czech                     | - 1657 Leopold I Habsburg 1705 |
| Król Danii                     | - 1648 Fryderyk III 1670 |
| Dalajlama                      | - 1617 Lobsang Gjaco 1682 |
| Cesarz Etiopii                 | - 1667 Jan I 1682 |
| Król Francji                   | - 1643 Ludwik XIV 1715 |
| Król Hiszpanii                 | - 1665 Karol II 1700 |
| Landgraf Hesji-Kassel          | - 1663 Wilhelm VII Heski 1670 |
| Stadhouder Holandii            | - 1650 pierwszy okres bez stadhoudera 1672                                                                                                   |
| Szach Iranu                    | - 1666 Safi II 1694 |
| Państwo Wielkich Mogołów       | - 1658 Aurangzeb 1707 |
| Król Irlandii                  | - 1660 Karol II Stuart 1685 |
| Cesarz Japonii                 | - 1663 Reigen 1687 |
| Kalif                          | - 1648 Mehmed IV 1687 |
| Patriarcha Konstantynopola     | - 1668 Metody III 1671 |
| Władca Korei                   | - 1659 Hyŏnjong 1674 |
| Książę Kurlandii i Semigalii   | - 1642 Jakub Kettler 1682 |
| Książę Liechtensteinu          | - 1627 Karol Euzebiusz 1684 |
| Sułtan Maroka                  | - 1666 Maulaj Raszid 1672 |
| Książę Monako                  | - 1662 Ludwik I 1702 |
| Król Nawarry                   | - 1643 Ludwik XIV 1710 |
| Król Norwegii                  | - 1648 Fryderyk III 1670 |
| Sułtan Omanu                   | - 1649 Sultan I ibn Sajf 1688 |
| Elektor Palatynatu             | - 1648 Karol I Ludwik 1680 |
| Papież                         | - 1667 Klemens IX 1669 |
| Książę Parmy i Piacenzy        | - 1646 Ranuccio II 1694 |
| Król Portugalii                | - 1656 Alfons VI 1683 |
| Książę w Prusach               | - 1640 Fryderyk Wilhelm Wielki Elektor 1688                                                                                                  |
| Car Rosji                      | - 1645 Aleksy I 1676 |
| Cesarz Rzymski (niemiecki)     | - 1658 Leopold I Habsburg 1705 |
| Kapitanowie Regenci San Marino | - 1668 Francesco Maccioni Francesco Loli 1669 - 1669 Ottavio Giannini Francesco Angeli 1669 - 1669 Giacomo Belluzzi Giambattista Tosini 1670 |
| Elektor Saksonii               | - 1656 Jan Jerzy II Wettyn 1680 |
| Król Szwecji                   | - 1660 Karol XI 1697 |
| Król Tajlandii                 | - 1656 Narai 1688 |
| Sułtan Turków                  | - 1648 Mehmed IV 1687 |
| Doża Wenecji                   | - 1659 Domenico Contarini 1674 |
| Król Węgier                    | - 1655 Leopold I 1705 |
| Książęta Wirtembergii          | - 1628 Eberhard III 1674 |

Rok 1669 / MDCLXIX
stulecia: XVI wiek ~
XVII wiek ~
XVIII wiek

lata: 1659 «
1664 «
1665 «
1666 «
1667 «
1668 «
1669
» 1670
» 1671
» 1672
» 1673
» 1674
» 1679

## Wydarzenia w Polsce
- 15 maja – został zawarty układ między hetmanem Janem Sobieskim, prymasem Mikołajem Prażmowskim, kanclerzem wielkim litewskim Krzysztofem Zygmuntem Pacem i podskarbim wielkim koronnym Janem Andrzejem Morsztynem o popieraniu kandydatury Ludwika Burbona (Wielkiego Kondeusza) do korony polskiej, jako następcy Jana Kazimierza, który abdykował we wrześniu 1668 roku.
- 19 czerwca – Michał Korybut Wiśniowiecki został obrany królem po abdykacji Jana Kazimierza.
- 23 sierpnia – Ełk otrzymał potwierdzenie praw miejskich i szereg przywilejów.
- 29 września – w katedrze na Wawelu odbyła się koronacja Michała Korybuta Wiśniowieckiego na Króla Polski i Wielkiego Księcia Litwy.
- 12 listopada – zerwano po raz pierwszy w dziejach sejm koronacyjny.
- Rehabilitacja Jerzego Lubomirskiego.

## Wydarzenia na świecie
- 8 marca – potężna erupcja Etny zniszczyła część miasta Katania.
- 4 września – VI wojna wenecko-turecka: Turcy zdobyli Kandię i opanowali całą Kretę.
- 23 września – cesarz Leopold I Habsburg założył uniwersytet w Zagrzebiu.
- 15 października – cesarz Leopold I Habsburg założył Uniwersytet w Innsbrucku.
- Ostatnie, 34 wydanie Młota na czarownice Heinricha Krämera.
- Powstała Akademia Muzyczna w Paryżu.
- Odbył się ostatni zjazd delegatów miast hanzeatyckich.
- Bitwa piratów z Hiszpanami przy Golfo Triste.

## Urodzili się
- 2 lutego – Louis Marchand, organista, klawesynista i kompozytor francuski (zm. 1732)
- 9 sierpnia – Eudoksja Łopuchina, caryca Rosji, żona Piotra I Wielkiego (zm. 1731)
- 19 października – Anioł z Acri, włoski kapucyn, błogosławiony katolicki (zm. 1739)

## Zmarli
- 23 lutego – Lieuwe van Aitzema, dziejopis holenderski (ur. 1600)
- 10 września – Henrietta Maria Burbon, księżniczka francuska, królowa Anglii, Szkocji i Irlandii (ur. 1609)
- 4 października – Rembrandt Harmenszoon van Rijn, holenderski malarz, rysownik i grafik (ur. 1606)
- 14 października – Pietro Antonio Cesti, włoski kompozytor (ur. 1623)
- 5 listopada – Johannes Cocceius, holenderski teolog protestancki i hebraista (ur. 1603)
- 9 grudnia – Klemens IX, papież (ur. 1600)
- 31 grudnia – Bogusław Radziwiłł, koniuszy wielki litewski (ur. 1620)

## Święta ruchome
- Tłusty czwartek: 28 lutego
- Ostatki: 5 marca
- Popielec: 6 marca
- Niedziela Palmowa: 14 kwietnia
- Wielki Czwartek: 18 kwietnia
- Wielki Piątek: 19 kwietnia
- Wielka Sobota: 20 kwietnia
- Wielkanoc: 21 kwietnia
- Poniedziałek Wielkanocny: 22 kwietnia
- Wniebowstąpienie Pańskie: 30 maja
- Zesłanie Ducha Świętego: 9 czerwca
- Boże Ciało: 20 czerwca